# Salif Alassane Diao
Salif Alassane Diao (10 de febrer, 1977) és un futbolista senegalès.
Es traslladà a França amb 17 anys on fou fitxat pel Mònaco, club amb el qual guanyà la lliga la temporada 1999-2000. Després jugà al CS Sedan Ardennes, qui el vengué al Liverpool de Gérard Houllier per £5 milions (€7.5 milions). Més tard fou cedit a diversos clubs anglesos fins que el 2007 fou fitxat pel l'Stoke City.
Fou internacional amb Senegal i disputà la Copa del Món de 2002.

## Palmarès
- 1997/98 Supercopa francesa
- 1999/00 Lliga francesa
- 2007/08 Finalista del Football League Championship